# Marilyn Maxwell
Marvel Marilyn Maxwell (Clarinda (Iowa), 3 augustus 1921 - Beverly Hills (Californië), 20 maart 1972) was een Amerikaans actrice.